# 세르비아 대통령

세르비아의 국장

세르비아 공화국의 대통령(세르비아어:  
Председник Републике Србије / Predsednik Republike Srbije)은 세르비아의 상징적인 국가 원수이며 임기는 5년 중임제이고 1번 중임은 가능하나 최대 임기는 10년이지만 일부는 명예직이며 실질적으로는 권한이 총리가 권한을 가지고 있다.

## 유고 연방 시절의 세르비아 공화국 (1991년 ~ 2006년)
- 슬로보단 밀로셰비치(1991년 ~ 1997년)
- 드라간 톰시치(1997년, 임시)
- 밀란 밀타노비치(1997년 ~ 2002년)
- 냐타샤 미지치(2002년 ~ 2004년, 임시)
- 드라간 마시치인(2004년, 임시)
- 보이슬라브 미하일로비치(2004년, 임시)
- 프레드레그 마크오비치(2004년, 임시)
- 보리스 타디치(2004년 ~ 2006년)

## 세르비아 공화국(2006년 ~ 현재)
- 보리스 타디치(2006년 ~ 2012년)
- 슬라비차 주키치 데야노비치 (임시, 2012년 ~ 2012년 5월 31일)
- 토미슬라브 니콜리치 (2012년 5월 31일 ~ 2017년 5월 31일)
- 알렉산다르 부치치 (2017년 5월 31일 ~ )

현재 대통령은 알렉산다르 부치치다.

## 같이 보기
- 세르비아의 총리